# Amos Arthur Heller
Amos Arthur Heller, född den 21 mars 1867 i Danville, Pennsylvania, död den 18 maj 1944 i Vacaville, Kalifornien, var en amerikansk botaniker.
Auktorsnamnet A.Heller kan användas för Amos Arthur Heller i samband med ett vetenskapligt namn inom botaniken; se Wikipediaartiklar som länkar till auktorsnamnet.